# Secrets (album)
Secrets – pierwszy studyjny album hiszpańskiego zespołu wykonującego muzykę z pogranicza gothic metalu oraz metalu symfonicznego Diabulus in Musica, został wydany 21 maja 2010 roku przez wytwórnię płytową Metal Blade Records.

## Lista utworów
Opracowano na podstawie materiału źródłowego.
1. "Renaissance" - 00:52
2. "Come to Paradise" - 04:47
3. "Nocturnal Flowers" - 04:23
4. "Evolution's Whim" - 04:23
5. "New Era" - 04:55
6. "Lies in Your Eyes" - 03:57
7. "Lonely Soul" - 03:50
8. "The Seventh Gate" - 01:13
9. "Ishtar" - 04:03
10. "Under the Shadow (Of a Butterfly)" - 04:26
11. "Beyond Inflinity" - 04:15
12. "The Forest of Ashes" - 06:26
13. "St. Michael's Nightmare" - 07:53

## Twórcy
Opracowano na podstawie materiału źródłowego.
- Zuberoa Aznárez - śpiew
- Adrián M. Vallejo - gitara, śpiew
- Gorka Elso - instrumenty klawiszowe, śpiew
- Álex Sanz - gitara basowa
- Xabier Jareño - perkusja